# Campeonato Potiguar Segunda Divisão 2006
In 2006 werd de negende editie van de Campeonato Potiguar Segunda Divisão gespeeld voor voetbalclubs uit de Braziliaanse staat Rio Grande do Norte. De competitie werd georganiseerd door de FNF en werd gespeeld van 5 november tot 10 december. Guamaré werd kampioen. 

## Eerste fase
| Plaats | Club              | Wed. | W | G | V | Saldo | Ptn. |
| ------ | ----------------- | ---- | - | - | - | ----- | ---- |
| 1.     | Cruzeiro          | 4    | 3 | 0 | 1 | 9:7   | 9    |
| 2.     | Guamaré           | 4    | 2 | 1 | 1 | 4:1   | 7    |
| 3.     | Vila Nova         | 4    | 2 | 1 | 1 | 6:4   | 7    |
| 4.     | Alto do Rodrigues | 4    | 1 | 0 | 3 | 4:7   | 3    |
| 5.     | Upanema           | 4    | 1 | 0 | 3 | 5:9   | 3    |

|  | Geplaatst voor finale |

## Finale
| Team #1 | Tot.  | Team #2  | 1ste wed | 2de wed |
| ------- | ----- | -------- | -------- | ------- |
| Guamaré | 3 - 2 | Cruzeiro | 2 - 1    | 1 - 1   |

## Kampioen
| Campeonato Potiguar de 2006 - Segunda Divisão |
| Rio Grande do Norte                           |
| --------------------------------------------- |
| GUAMARÉ Kampioen (1° titel)                   |